# Yoma sabina

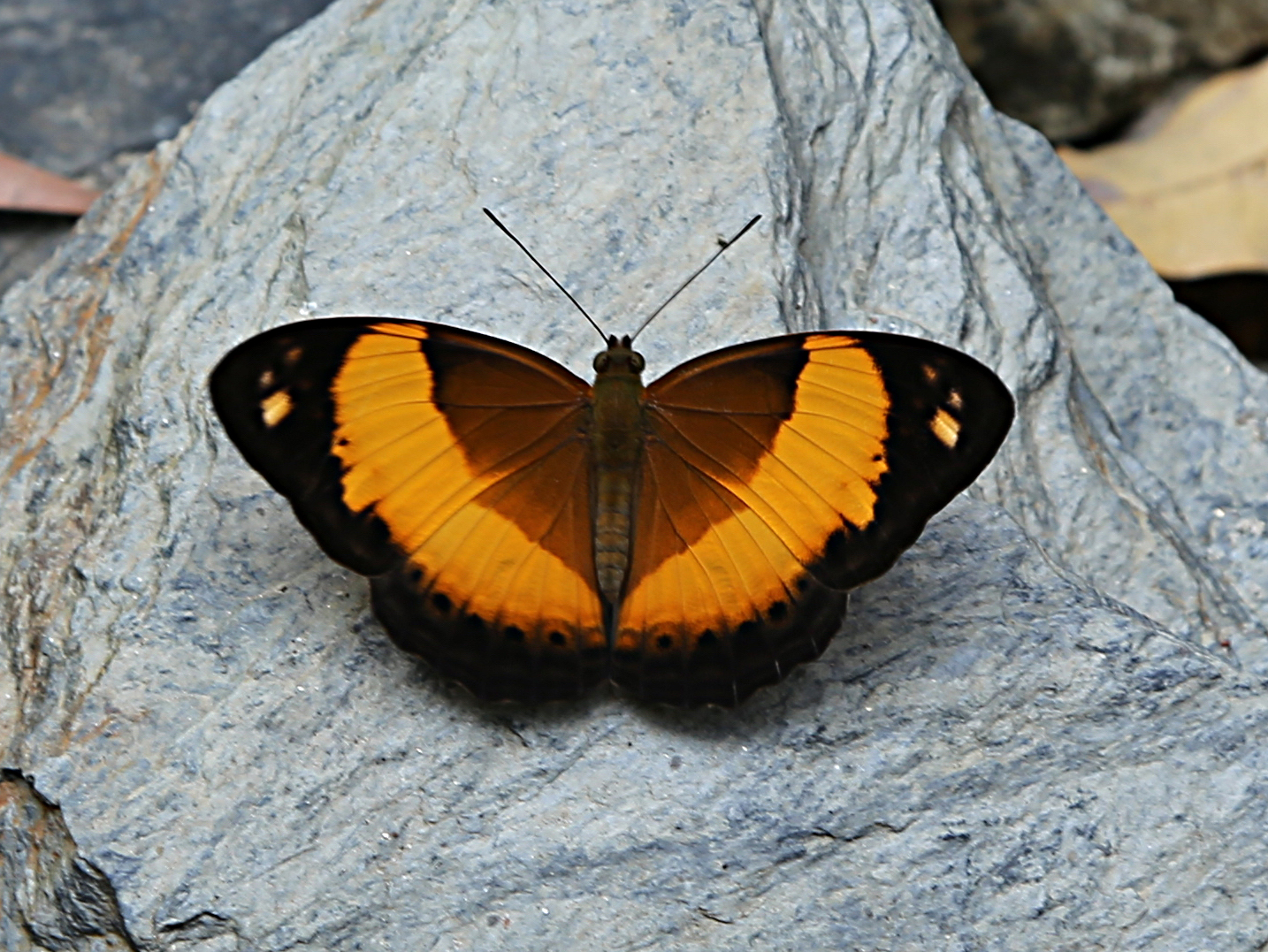
Cupha prosope
(zum Vergleich)

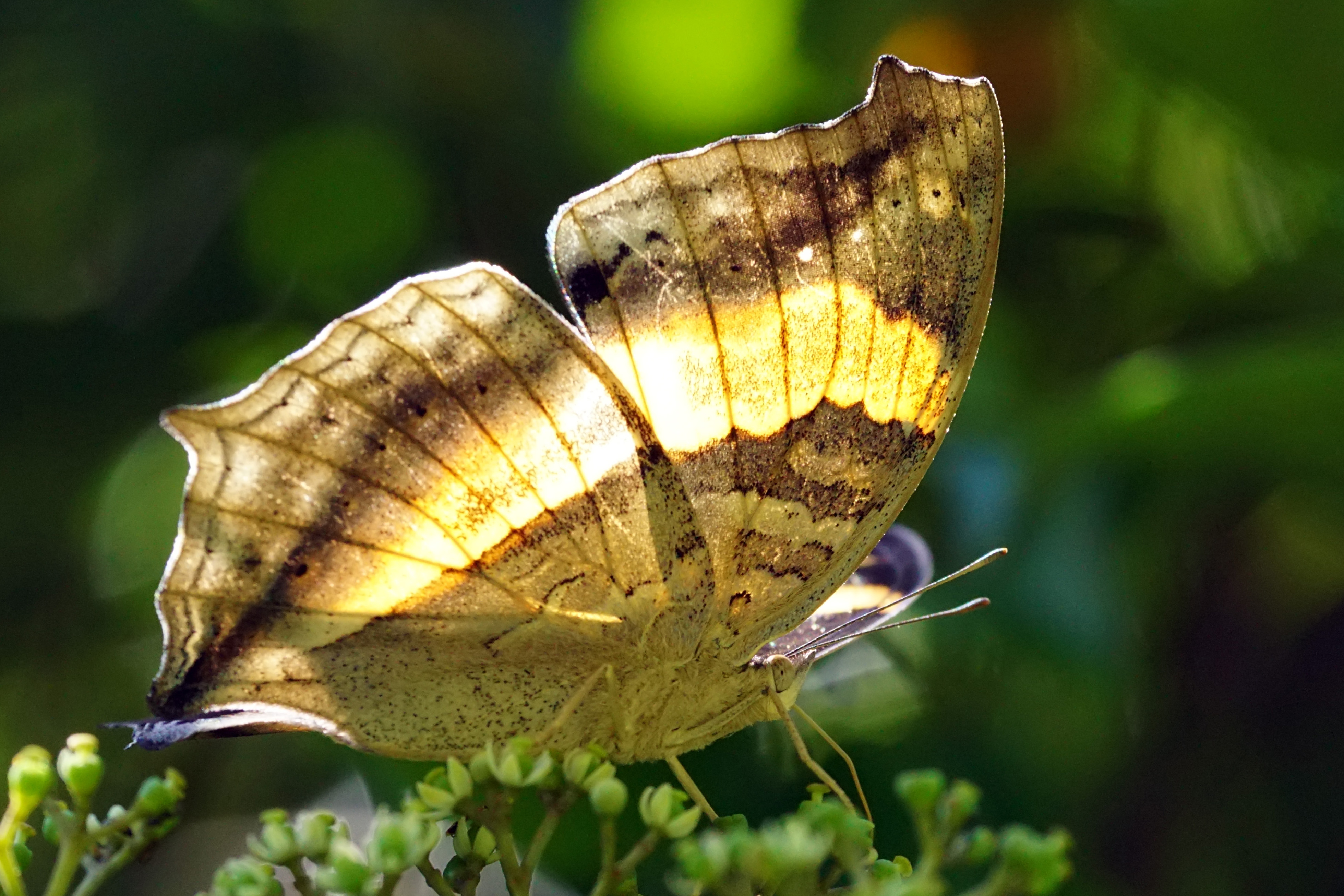
Flügelunterseite von Yoma sabina

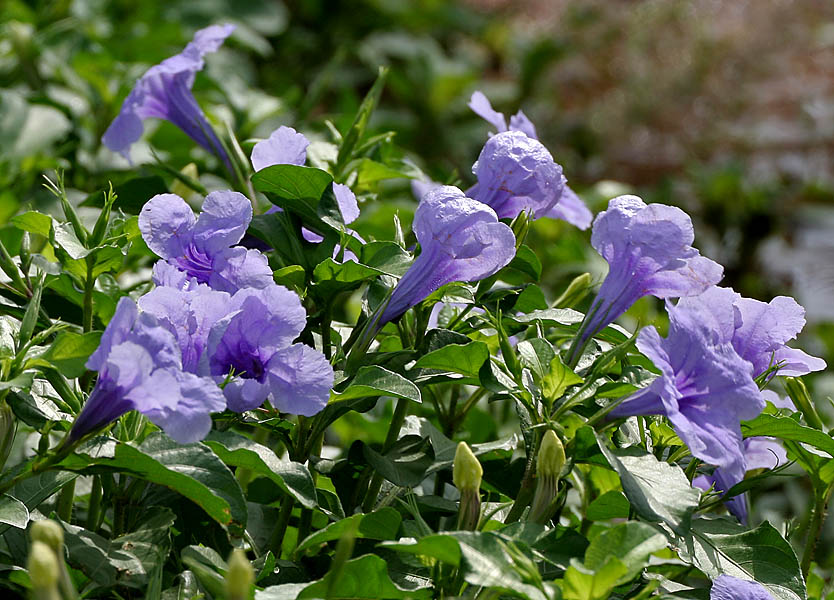
Ruellia tuberosa, eine Nahrungspflanze der Raupen

Yoma sabina ist ein in Australien und Südostasien vorkommender Schmetterling (Tagfalter) aus der Familie der Edelfalter (Nymphalidae).

## Merkmale

### Falter
Die Flügelspannweite der Falter beträgt durchschnittlich 67 bis 69 Millimeter, wobei die Weibchen etwas größer als die Männchen sind. Die Art zeichnet sich durch einen sehr geringen Sexualdimorphismus aus. Bei beiden Geschlechtern hebt sich auf der Oberseite beider Flügelpaare in der Postdiskalregion eine breite gelbe Binde auf dunkelbraunem Grund ab. Der Apex der Vorderflügel ist spitz und leicht ausgestellt. Während sich bei den Männchen im Apexbereich kleine gelbe Flecke abheben, sind diese bei den Weibchen weiß. Am Analwinkel der Hinterflügel ist bei beiden Geschlechtern eine sehr kurze Schwanzspitze zu erkennen. Die Flügelunterseiten bilden die Zeichnung der Vorderflügel in blassen Farben ab.

### Präimaginalstadien
Das Ei hat einen Durchmesser von ca. einem Millimeter. Es ist glänzend silbergrün gefärbt und zeigt fünf feine Querrippen auf der Oberfläche.
Frisch geschlüpfte Raupen sind überwiegend grün gefärbt, am hinteren Ende gelblich und mit langen gebogenen Haaren versehen. Ab dem dritten Stadium bilden sich am Kopf hornartige Auswüchse. Die Raupen sind dann überwiegend schwarz und am hinteren Körperende orange gefärbt. Auf jedem Segment befinden sich vier verzweigte Dornen. Im fünften und letzten Stadium sind sie etwa 35 Millimeter lang, einfarbig schwarz, mit langen Kopfhörnern und stacheligen Dornen am Körper sowie kurzen weißen Haaren an den Seiten versehen.
Die Puppe ist als Stürzpuppe ausgebildet, ist glatt, graubraun gefärbt und zeigt am Kopfende spitze Vorsprünge.

### Ähnliche Arten
Cupha prosope zeigt zwar farblich sehr ähnliche Zeichnungselemente wie Yoma sabina, unterscheidet sich jedoch durch den rund geformten Apex der Vorderflügel sowie das Fehlen einer Schwanzspitze am Analwinkel der Hinterflügel.

## Vorkommen und Lebensraum
Das Verbreitungsgebiet der Art erstreckt sich über Teile Indonesiens bis nach Neuguinea, Burma und den Nordosten von Australien. Neben der auf den Molukken und Timor sowie in Neuguinea vorkommenden Nominatform Yoma sabina sabina werden noch folgende Unterarten geführt:
- Yoma sabina atomaria Fruhstorfer, auf Borneo
- Yoma sabina javana (Fruhstorfer, 1899), auf Java
- Yoma sabina magna Tsukada, 1995, auf Sulawesi und weiteren indonesischen Inseln
- Yoma sabina nimbus Tsukada, 1995, in Teilen Indonesiens
- Yoma sabina parva (Butler, 1876), in Queensland und im Northern Territory
- Yoma sabina vasuki Doherty, 1886, in Burma

Die Art besiedelt Regenwälder in der Ebene sowie Feuchtgebiete und Flussufer.

## Lebensweise
Die Falter fliegen in mehreren Generationen und sind in allen Monaten des Jahres anzutreffen. Während der Regenzeit erscheinen sie besonders zahlreich. Sie saugen gerne Nektar an Blüten. Die Raupen ernähren sich von den Blättern von Akanthusgewächsen (Acanthaceae), beispielsweise von Dipteracanthus bracteatus, Ruellia ripens oder Ruellia tuberosa. Während der Fresspausen verstecken sie sich auf der Unterseite von Blättern.